# War (Virgínia Ocidental)
War é uma cidade localizada no estado norte-americano de Virgínia Ocidental, no Condado de McDowell.

## Demografia
Segundo o censo norte-americano de 2000, a sua população era de 788 habitantes.
Em 2006, foi estimada uma população de 680, um decréscimo de 108 (-13.7%).

## Geografia
De acordo com o United States Census Bureau tem uma área de
2,3 km², dos quais 2,3 km² cobertos por terra e 0,0 km² cobertos por água. War localiza-se a aproximadamente 458 m acima do nível do mar.

## Localidades na vizinhança
O diagrama seguinte representa as localidades num raio de 24 km ao redor de War.